# 1366

## أحداث
- بداية الحروب العثمانية المجرية في 1366 والتي انتهت في 1526.
- هنري الثاني ملك قشتالة يطيح أخيه غير الشقيق بيدرو ليتولى العرش.
- أبو عبد الله محمد الخامس يبنى مستشفى غرناطة.
- استمرار الحرب بين إمبراطورية فيجاياناغارا الهندوسية سلطنة بهمن المسلمة، ونتج عنها مقتا عشرات الآلاف من المدنسسن من الطرفين.

## مواليد
- آن من بوهيميا
- ميران شاه بن تيمورلنك